# Данило Грујић
Данило Грујић (Бачки Брестовац, код Оџака, 21. децембар 1919 – Београд 29. јануар 1980) био је учесник Народноослободилачке борбе и директор Стеријиног позорја.

## Биографија
Рођен је 21. децембра 1919. у Бачком Брестовцу, код Оџака. Његови родитељи, Лазар и Даринка, рођена Стеванчев, преселили су се у Сомбор 1930. године. Овде је 1938. завршио Реалну гимназију, након чега је ступио у Школу резервних пешадијских официра у Сарајеву, коју је завршио августа 1939. године. Потом је у Београду уписао Филозофски факултет, групу за руски језик и књижевност. Током студија прикључио се револуционарном студентском покрету и током школске 1940/41. обављао дужност председника Војвођанске академске трпезе, која је била главно стециште напредних војвођанских студената.
Као резервни официр Југословенске војске учествовао је у Априлском рату, када је заробљен. Успео је да побегне из заробљеништва и потом је отишао на илегални партијски рад у Банат. Јуна 1941. постао је командант Штаба Народноослободилачких партизанских одреда Војводине. Мађарска окупаторска власт га је 1942. ухапсила и осудила на 12 година робије, коју је издржавао у Будимпешти и Вацу.
По налогу Комунистичке партије, августа 1944. је организовао бекство војвођанских родољуба, са којима је био на принудном раду. Од септембра 1944. до ослобођења Бачке, био је заменик, а потом командант Бачкопаланачког партизанског одреда. Када је образована Војна управа за Банат, Бачку и Барању обављао је дужност команданта Новосадског војног подручја. Након расформирања Војне управе, радио је као члан Агитпропа Покрајинског комитета КПЈ за Војводину и директор и главни уредник дневног листа Слободна Војводина (данас Дневник). Крајем 1945. постављен је за начелника Одељења за унутрашње послове АП Војводине.
Марта 1946. постао је члан Одељења за агитацију и пропаганду Централног одбора Уједињеног савеза антифашистичке омладине Југославије (УСАОЈ). Крајем 1946. прешао је у Одељење за социјалну политику АП Војводине, као руководилац васпитним радом у дечјим домовима, а касније је прешао на дужност просветног инспектора у Секретаријату за просвету и културу АП Војводине. Од 1952. до 1954. наставио је студије славистике.
На дужност уредника у Издавачком предузећу Ново поколење (касније Нолит), где је обављао дужност главног уредника уџбеничке редакције и директора Издавачке службе, ступио је јула 1954. године. Септембра 1959. постао је помоћник директора и главног уредника Публицистичко-издавачког завода Југославија, а фебруара 1964. директор Новинско издавачког предузећа Младо покољење. У Народну библиотеку СР Србије прешао је августа 1970, а од јула 1974. до јануара 1976. обављао је дужност начелника Сектора за издавачко-књижарску делатност и репрографију и уредника посебних издања.
Од 1958. до 1965. био је  секретар Савеза издавача Југославије, од 1968. до 1970. генерални секретар Удружења издавача и књижара Југославије и председник Комисије за међународне везе Удружења издавача и књижара Југославије, од 1971. до 1974. члан Комисије за пласман и економско-финансијска питања Удружења издавача и књижара Југославије, од 1964. до 1975. члан Управног одбора Удружења књижара и издавача Југославије. Од фебруара 1977. до смрти радио је као директор Стеријиног позорја.
Умро је 29. јануара 1980. у Београду, где је и сахрањен.
Носилац је Партизанске споменице 1941. и других југословенских одликовања.